# Spoy (Côte-d’Or)
Spoy – miejscowość i gmina we Francji, w regionie Burgundia-Franche-Comté, w departamencie Côte-d’Or.
Według danych na rok 1990 gminę zamieszkiwało 246 osób, a gęstość zaludnienia wynosiła 20 osób/km² (wśród 2044 gmin Burgundii Spoy plasuje się na 666. miejscu pod względem liczby ludności, natomiast pod względem powierzchni na miejscu 782.).